# Mileiha
Mileiha, également écrit Mleiha ou Malaihah (arabe : ملَيْحَة), est une ville de l'émirat de Charjah, aux Émirats arabes unis (EAU), avec une population de 4 768 habitants en 2015, située à environ 2 km au sud de la ville intérieure de Dhaid.

## Sites archéologiques
On trouve dans la région des sites archéologiques datant de plusieurs époques, allant du Néolithique à l'Arabie préislamique. Le centre archéologique de Mleiha, ouvert au public en 2016, expose les vestiges issus des fouilles archéologiques réalisées sur ces sites.

## Protection
Mleiha est proposé par les Émirats arabes unis à l'inscription au Patrimoine mondial de l'Unesco.

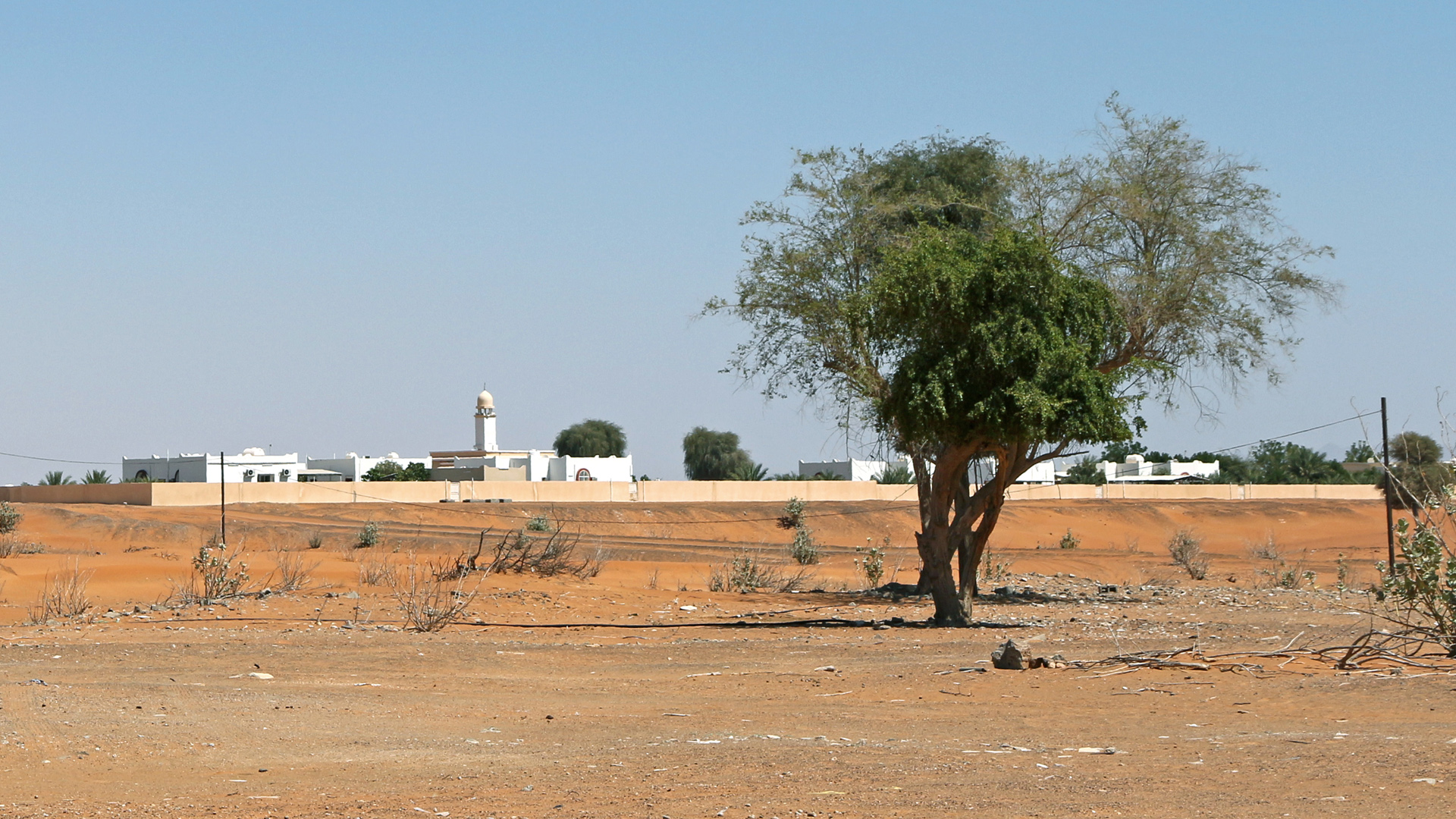
Vue d'ensemble de la localité
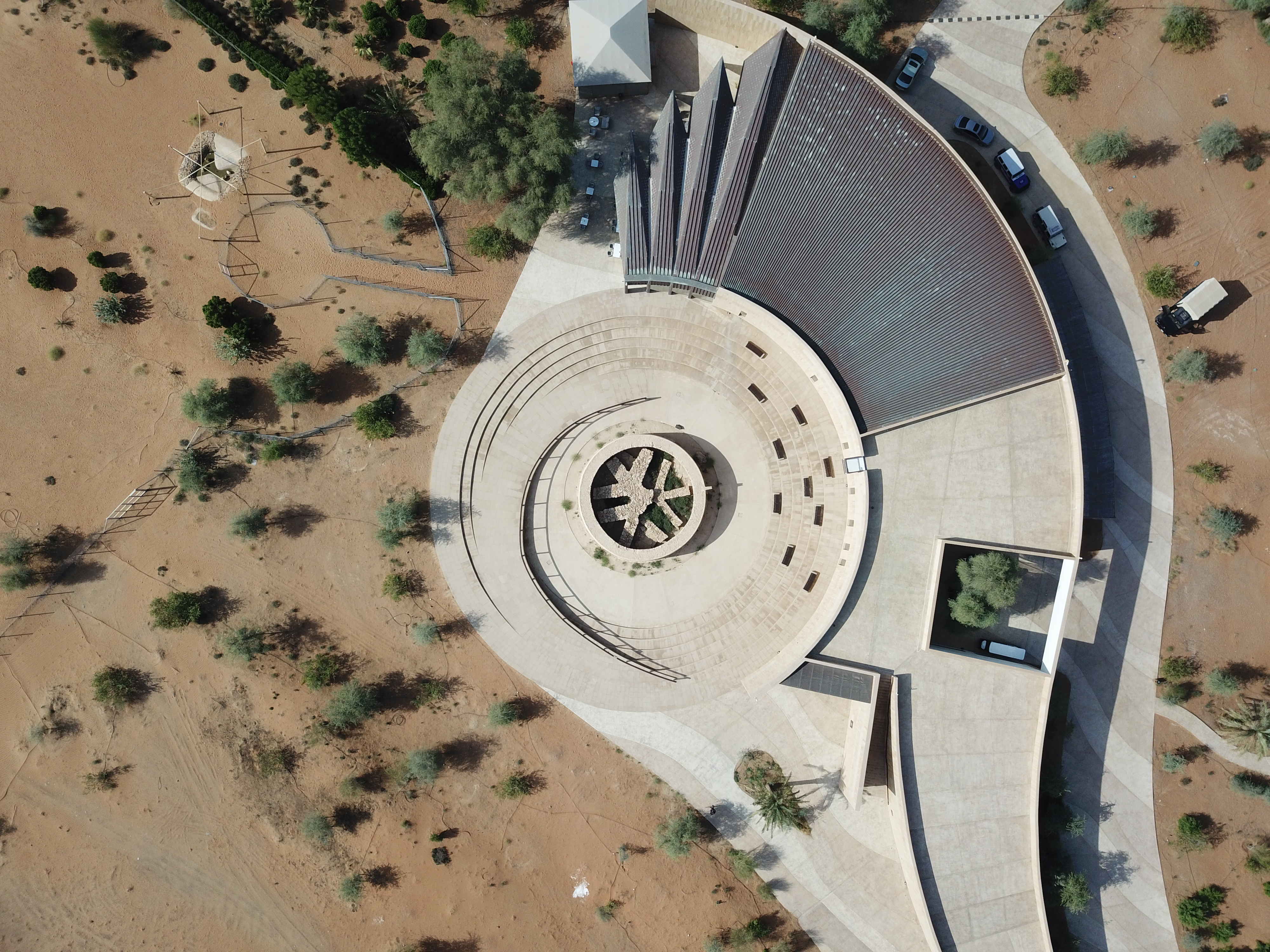
Centre archéologique de Mleiha (2016)
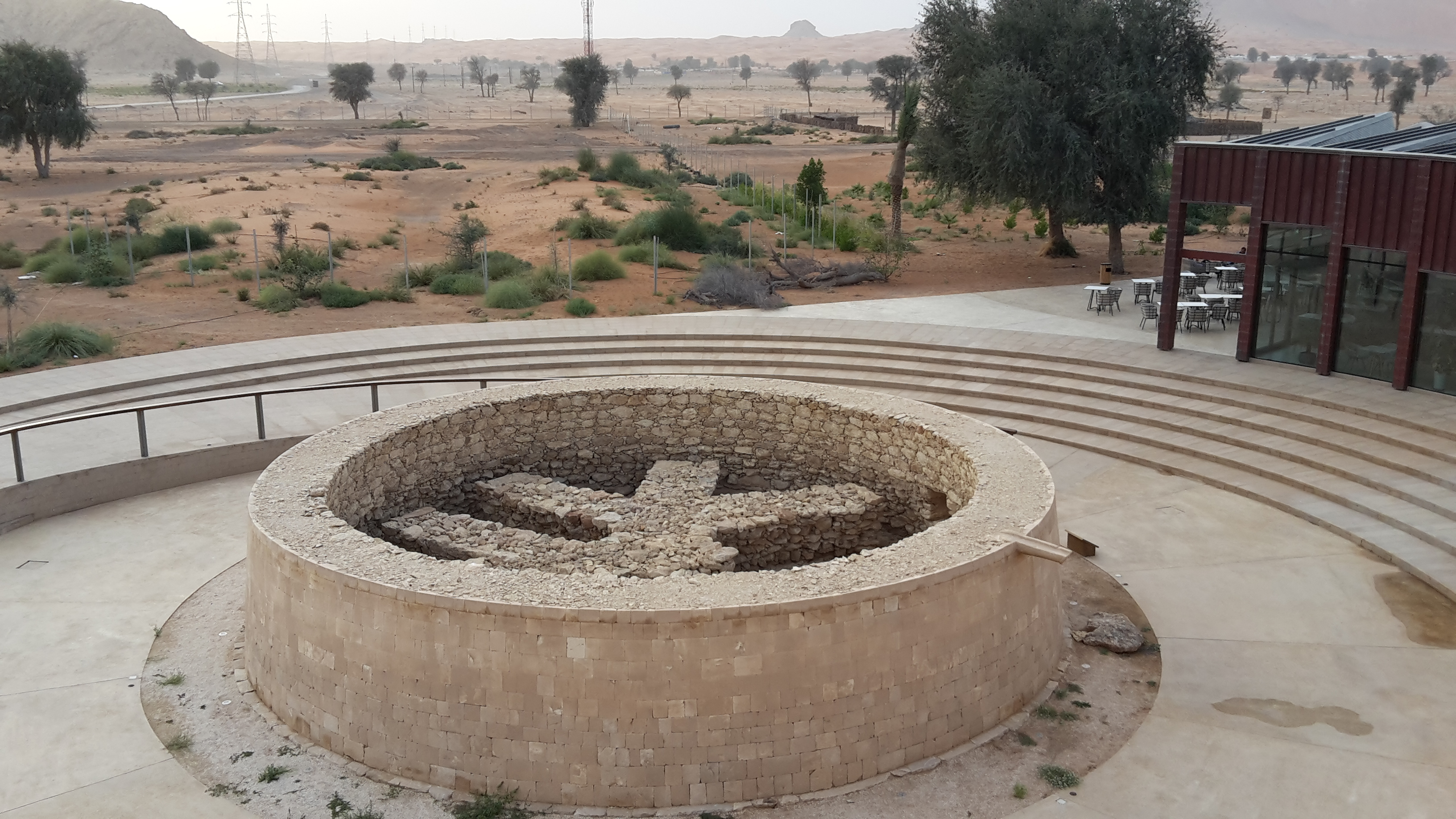
Tombe de l'Âge du bronze (vers 2300 av. J.-C.)
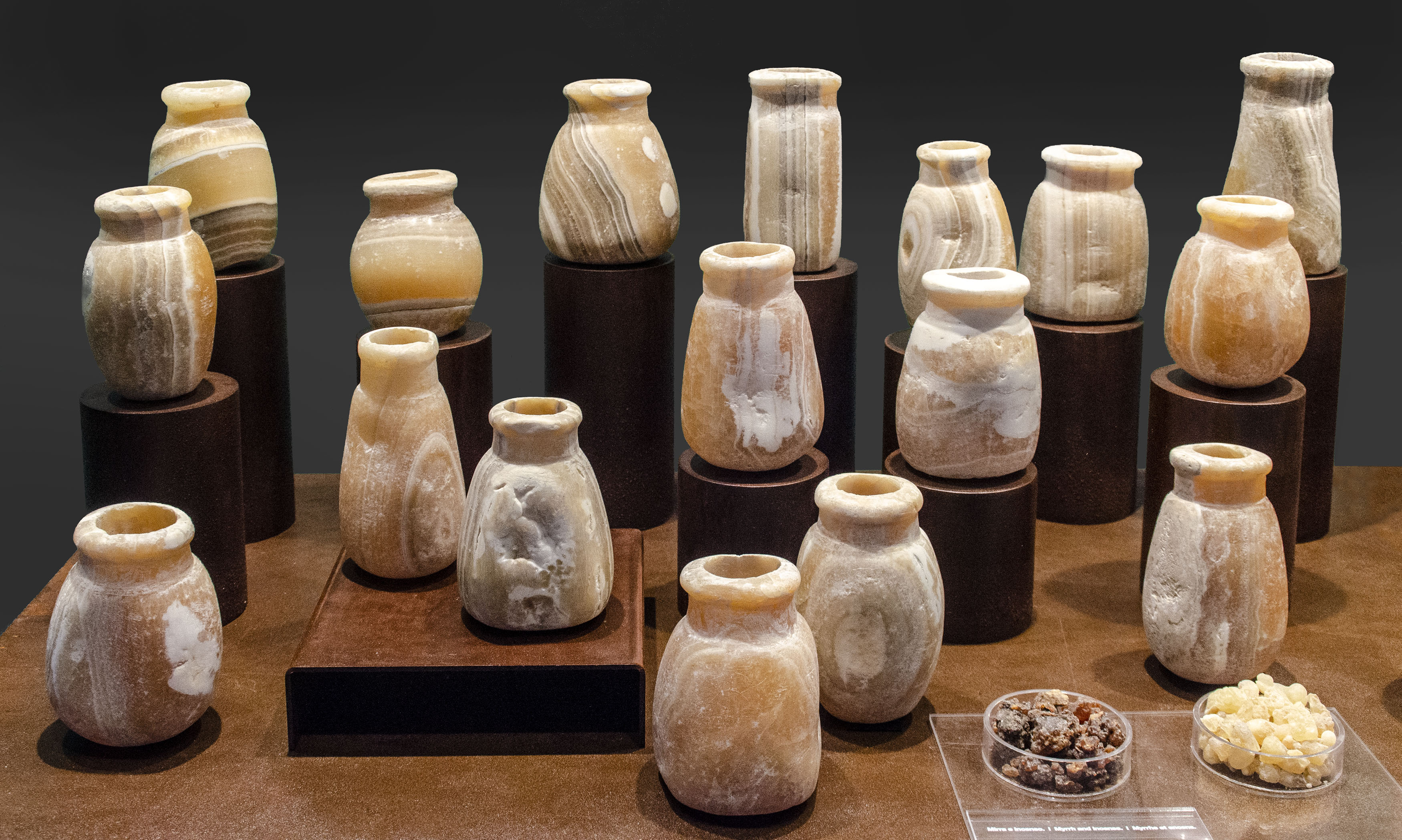
Vases (onyx) (Ier siècle av. J.-C.)
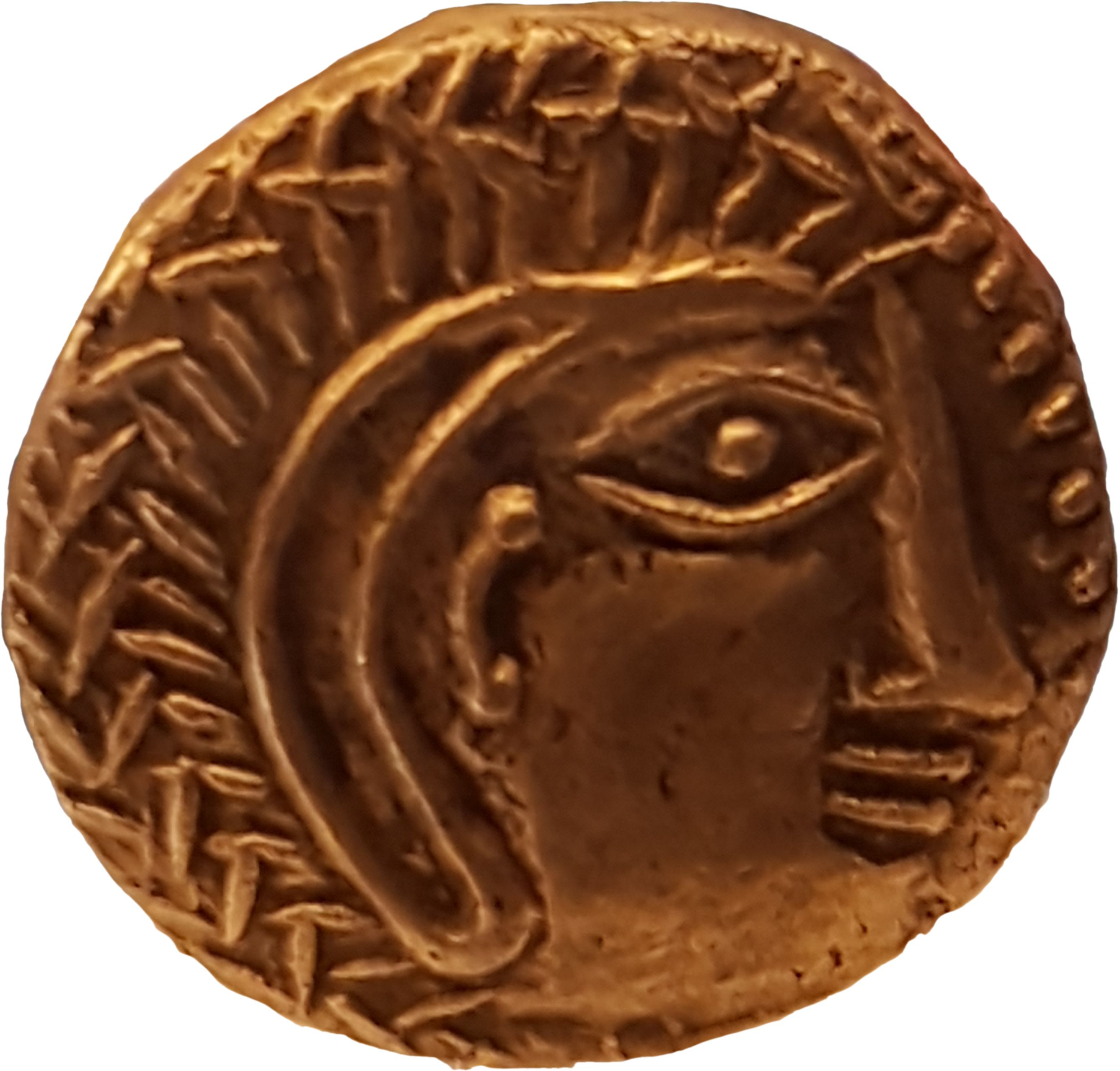
Pièce de monnaie (IIe siècle apr. J.-C.)